# Moutier-Rozeille
Moutier-Rozeille é uma comuna francesa na região administrativa da Nova Aquitânia, no departamento de Creuse. Estende-se por uma área de 19,66 km². Em 2010 a comuna tinha 431 habitantes (densidade: 21,9 hab./km²).